# Carlo Cremonesi
Carlo Cremonesi (ur. 4 listopada 1866 w Rzymie, zm. 25 listopada 1943 tamże) – włoski biskup, arcybiskup ad personam, rzymskokatolicki, kardynał.
Ukończył Pontyfikalne Seminarium Rzymskie. Święcenia kapłańskie otrzymał 21 czerwca 1890. W latach 1890–1909 był wykładowcą literatury na Ateneum „De Propaganda Fide”. W tym czasie był też sekretarzem kardynała Luigiego Galimbertiego, a także nosił tytuł honorowego szambelana. W latach 1909–1921 kierował Instytutem Dzieł Religijnych w Rzymie. Dał się poznać jako utalentowany zarządca finansami. Gdy rozpoczynał swe administrowanie, zdeponowane fundusze wynosiły trzy miliony, po trzech latach było ich trzysta. Miał całkowitą swobodę działania i podejmował decyzje bez biurokratycznych formalności oraz bez zasięgania rady zarządu.
29 grudnia 1921 otrzymał nominację na tytularnego arcybiskupa Nikomedii i prywatnego jałmużnika Jego Świątobliwości. Konsekrowany w Kaplicy Sykstyńskiej przez papieża Benedykta XV. 20 marca 1926 mianowany pierwszym delegatem i prałatem prałatury terytorialnej w Pompejach. Ze stanowiska zrezygnował 28 września 1928. Na konsystorzu z grudnia 1935 otrzymał kapelusz kardynalski. Brał udział w konklawe 1939.
Zmarł na zawał serca. Pochowany został w swym kościele tytularnym.